# Квинн, Сибери
Си́бери Квинн (англ. Seabury Quinn, 1 января 1889 — 24 декабря 1969) — американский писатель и юрист, известный в своё время рассказами в жанре ужасов, в том числе циклом оккультных детективов о сыщике Жюле Грандене.
Первый рассказ Квинна был опубликован в 1917. Цикл о Жюле Грандене он начал в 1925 и продолжал его до 1951. Первая книга, короткий роман «Дороги» (Roads), вышла в 1948 тиражом чуть более 2000 экземпляров. Это необычная рождественская история, исследующая истоки Санта-Клауса с начала христианской эры.
Писательство было для Квинна только хобби, он сделал карьеру юриста и стал ведущим специалистом в области похоронной юриспруденции.
Квинн входил в тот же круг писателей, что и Роберт Говард, Г. Ф. Лавкрафт и Кларк Эштон Смит.

## Произведения

### Жюль де Гранден
- Ужас на поле для гольфа  (англ. Terror on the Links), октябрь 1925 год — рассказ
- Арендаторы замка Бруссак  (англ. The Tenants of Broussac),  декабрь 1925 год — рассказ
- Остров исчезнувших судов  (англ. The Isle of Missing Ships), февраль 1926 год — рассказ
- Месть из Индии  (англ. The Vengeance of India), апрель 1926 год — рассказ
- Мертвая рука  (англ. The Dead Hand), май 1926 год — рассказ
- Дом ужасов  (англ. The House of Horror), июль 1926 год — рассказ
- Древние огни  (англ. Ancient Fires), сентябрь 1926 год — рассказ
- Великий бог Пан  (англ. The Great God Pan), октябрь 1926 год — рассказ
- Ухмыляющаяся мумия  (англ. The Grinning Mummy), декабрь 1926 год — рассказ
- Тот, кто не отбрасывал тени  (англ. The Man Who Cast No Shadow), февраль 1927 год — рассказ
- Кровавый цветок  (англ. The Blood-Flower), март 1927 год — рассказ
- Пророчица под вуалью  (англ. The Veiled Prophetess), май 1927 год — рассказ
- Проклятие Эверарда Мунди  (англ. The Curse of Everard Maundy), июль 1927 год — рассказ
- Ползущие тени  (англ. Creeping Shadows), август 1927 год — рассказ
- Белая Дама из сиротского приюта  (англ. The White Lady of the Orphanage), сентябрь 1927 год — рассказ
- Полтергейст  (англ. The Poltergeist), октябрь 1927 год — рассказ
- Боги Востока и Запада  (англ. The Gods of East and West), январь 1928 год — рассказ
- Мефистофель и Компания Ltd.  (англ. Mephistopheles and Company Ltd.), февраль 1928 год — рассказ
- Ожерелье из семи камней  (англ. The Jewel of the Seven Stones), апрель 1928 год — рассказ
- Женщина-Змея  (англ. The Serpent Woman), июнь 1928 год — рассказ
- Тело и душа  (англ. Body and Soul), сентябрь 1928 год — рассказ
- Неупокоенные души  (англ. Restless Souls), октябрь 1928 год — рассказ
- Часовня мистического ужаса (англ.  The Chapel of Mystic Horror), декабрь 1928 год — рассказ
- The Black Master, (1929) [январь] — рассказ
- The Devil-People, (1929) [февраль] — рассказ
- The Devil's Rosary, (1929) [апрель] — рассказ
- The House of the Golden Masks, (1929) [июнь] — рассказ
- The Corpse-Master, (1929) [июль] — рассказ — рассказ
- Trespassing Souls, (1929) [сентябрь] — рассказ
- The Silver Countess, (1929) [октябрь] — рассказ
- The House Without a Mirror, (1929) [ноябрь] — рассказ
- Children of Ubasti, (1929) [декабрь] — рассказ
- The Curse of the House of Phipps,  [= The Doom of the House of Phipps] (1930) [январь] — рассказ
- The Drums of Damballah, (1930) [март] — рассказ
- The Dust of Egypt, (1930) [апрель] — рассказ
- The Brain-Thief, (1930) [май] — рассказ
- The Priestess of the Ivory Feet, (1930) [июнь] — рассказ
- The Bride of Dewer, (1930) [июль] — рассказ
- Daughter of the Moonlight, (1930) [август] — рассказ
- The Druid's Shadow, (1930) [октябрь] — рассказ
- Stealthy Death, (1930) [ноябрь] — рассказ
- The Wolf of St. Bonnot, (1930) [декабрь] — рассказ
- The Lost Lady, (1931) [январь] — рассказ
- The Ghost-Helper, (1931) [февраль-март] — рассказ
- Satan's Stepson, (1931) [сентябрь] — повесть
- The Devil's Bride, (1932) [с февраля по июль] — роман
- The Dark Angel, (1932) [август] — рассказ
- The Heart of Siva, (1932) [октябрь] — рассказ
- The Bleeding Mummy, (1932) [ноябрь] — рассказ
- The Door to Yesterday, (1932) [декабрь] — рассказ
- A Gamble in Souls, (1933) [январь] — рассказ
- The Thing in the Fog, (1933) [март] — рассказ
- The Hand of Glory, (1933) [июль] — рассказ
- The Chosen of Vishnu, (1933) [август] — рассказ
- Malay Horror, (1933) [сентябрь] — рассказ
- The Mansion of Unholy Magic, (1933) [октябрь] — рассказ
- Red Gauntlets of Czerni, (1933) [декабрь] — рассказ
- The Red Knife of Hassan, (1934) [январь] — рассказ
- Шутка Варбурга Тэнтвула, / The Jest of Warburg Tantavul (1934) [сентябрь] — рассказ
- The Hands of the Dead, (1935) [январь] — рассказ
- The Black Orchid, (1935) [август] — рассказ
- The Dead-Alive Mummy, (1935) [октябрь] — рассказ
- A Rival From the Grave, (1936) [январь] — рассказ
- Witch-House, (1936) [ноябрь] — рассказ
- The Children of the Bat, (1937) [январь] — рассказ
- Satan's Palimpsest, (1937) [сентябрь] — рассказ
- Pledged to the Dead, (1937) [октябрь] — рассказ
- Living Buddhess, (1937) [ноябрь]
- Flames of Vengeance, (1937) [декабрь] — рассказ
- Frozen Beauty, (1938) [февраль] — рассказ
- Incense of Abomination, (1938) [март] — рассказ
- Suicide Chapel, (1938) [июнь] — рассказ
- The Venomed Death of Vengeance, (1938) [август] — рассказ
- Black Moon, (1938) [октябрь] — рассказ
- The Poltergeist of Swan Upping, (1939) [февраль] — рассказ
- The House Where Time Stood Still, (1939) [март] — рассказ
- Mansions in the Sky, (1939) [июнь-июль] — повесть
- The House of the Three Corpses, (1939) [август] — рассказ
- Stoneman's Memorial, (1942) [май] — повесть
- Death's Bookkeeper, (1944) [июль] — рассказ
- The Green God's Ring, (1945) [январь] — рассказ
- Lords of the Ghostlands, (1945) [март] — рассказ
- Kurban, (1946) [январь] — рассказ
- The Man in Crescent Terrace, (1946) [март] — рассказ
- Three in Chains, (1946) [май] — рассказ
- Catspaws, (1946) [июль] — рассказ
- Lotte, (1946) [сентябрь] — рассказ
- Eyes in the Dark, (1946) [ноябрь] — рассказ
- Clair De Lune, (1947) [ноябрь] — рассказ
- Vampire Kith and Kin, (1949) [май] — рассказ
- Conscience Maketh Cowards, (1949) [ноябрь] — рассказ
- The Body Snatchers, (1950) [ноябрь] — рассказ
- The Ring of Bastet, (1951) [сентябрь] — рассказ